# Kandalakšskij rajon
Il Kandalakšskij rajon (in russo Кандалакшский район?) è un rajon dell'Oblast' di Murmansk, nella Russia europea; il capoluogo è Kandalakša. Istituito nel 1927, ricopre una superficie di 14.410 chilometri quadrati e nel 2009 ospitava una popolazione di circa 55.000 abitanti.